# غاري براون (لاعب كرة قدم أمريكية)
غاري براون (بالإنجليزية: Gary Brown)‏ هو لاعب كرة قدم أمريكية أمريكي، ولد في 25 يونيو 1971 في أميتيفيل في الولايات المتحدة.